# 北達達尼爾 (阿肯色州)
北達達尼爾（英語：North Dardanelle）是位於美國阿肯色州波普縣的一個非建制地區。該地的面積和人口皆未知。

## 地理
北達達尼爾的座標為35°13′46″N 93°08′29″W / 35.22944°N 93.14139°W，而該地的平均海拔高度為110米（即361英尺）。